# Sedoset groc-i-negre
El sedoset groc-i-negre (Phainoptila melanoxantha) és una espècie d'ocell de la família dels ptiliogonàtids (Ptiliogonatidae) i única espècie del gènere  Phainoptila  Salvin, 1877. Habita els boscos de les muntanyes de Costa Rica i oest de Panamà.